# Селява Олександр Генадійович
Олександр Геннадійович Селява (біл. Аляксандр Генадзевіч Сялява, рос. Александр Геннадьевич Селява, нар. 17 травня 1992, Бєлиничі) — білоруський футболіст, півзахисник російського клубу «Ростов» та національної збірної Білорусі.

## Клубна кар'єра
Народився 17 травня 1992 року в місті Бєлиничі. Вихованець місцевої ДЮСШ, перший тренер — Сергій Євгенович Пласконний. На юнацькому рівні грав за могилівське «Хімволокно» і БАТЕ-РМ.
У 2008 році виступав за дублюючий склад БАТЕ. Перший і єдиний матч за основний склад зіграв 11 жовтня 2008 року в кубковому поєдинку проти «Мінська», ставши наймолодшим дебютантом в історії борисовської команди (16 років 147 днів). На початку 2009 року БАТЕ розірвав контракт з Селявою через медичні причини — у Олександра були виявлені проблеми з серцем.
Повторне обстеження через півтора року не виявило жодних проблем і Селява відновив кар'єру. З 2010 року грав за «Клечеськ», де був одним із головних гравців і допоміг команді вийти з третього до другого дивізіону країни.
На початку 2012 році Селява приєднався до вищолігового «Торпедо-БелАЗ», де спочатку грав за дубль, але поступово пробився до першої команди і у сезоні 2013 року він зарекомендував себе як основний центральний півзахисник «автозавоців». Він пропустив першу половину сезону 2014 року через травму, повернувся на поле у вересні 2014 року та знову закріпився у складі. У січні 2015 року він продовжив контракт з «Торпедо-БелАЗ».
Наприкінці 2015 року інтерес до Селяви став проявляти «Шахтар» (Солігорськ). У січні 2016 року він та Ігор Бурко офіційно стали гравцями «гірників». Він пропустив першу половину сезону 2016 через травму, в липні повернувся і завоював місце в основі. У грудні 2016 року він продовжив контракт із «Шахтарем». У першій половині сезону 2017 року він виходив в основному на заміну, а пізніше став основним крайнім захисником . У жовтні 2017 року стало відомо, що Селява залишиться в команді на наступний сезон. У листопаді 2018 року він підписав новий контракт з «Шахтарем».

## Виступи за збірну
Протягом 2012—2014 років залучався до складу молодіжної збірної Білорусі. На молодіжному рівні зіграв у 6 офіційних матчах.

## Досягнення
- Володар Кубка Білорусі : 2018/19
- Чемпіон Білорусі: 2020, 2023
- Срібний призер чемпіонату Білорусі: 2016, 2018
- Бронзовий призер чемпіонату Білорусі: 2017